# Cremastus russulus
Cremastus russulus là một loài tò vò trong họ Ichneumonidae.